# عيد الاستقلال الوطني الأذربيجاني

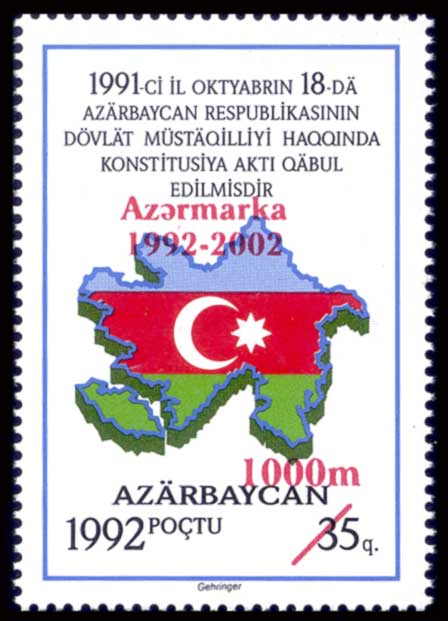
طوابع بريدية مخصصة لعيد الاستقلال الوطني

18 أكتوبر هو يوم استقلال دولة أذربيجان قبل 20 عاما اعتمد السوفيات الأعلى من أذربيجان القانون الدستوري على استقلال الدولة. عقدت الجلسة غير العادية ، التي بدأت في 8 أكتوبر ، قرارًا لمدة أسبوع إذ تمت مناقشة القضية لمدة 4 أيام.أخيرا ، في 18 أكتوبر 1991 ، تم اعتماد وثيقة تاريخية في الدورة السوفيتية العليا.

## تاريخ الاستقلال
في نهاية القرن الماضي، وصل الاتحاد السوفياتي إلى الأزمة الأيديولوجية. في بداية التسعينيات، بدأت حركة تحرير الشعوب في الاتحاد السوفييتي. سعى مركز الدماغ السياسي للإمبراطورية إلى تنفس الاتحاد السوفييتي إلى مجازر دموية في مناطق مختلفة ، بما في ذلك باكو ، بمساعدة الآلة العسكرية السوفيتية لكن هذا لم يكن ممكنا. في أغسطس 1991، قرر الاتحاد إلغاء الاتحاد السوفييتي وتمت إزالته من خريطة العالم. على غرار الجمهوريات المتحالفة الأخرى ، المتضمنة في الاتحاد السوفييتي ، في 18 أكتوبر من نفس العام ، تبنى السوفييتي الأعلى في أذربيجان قانونًا دستوريًا حول استقلال الدولة وأصبح عضوًا في المجتمع الدولي لجمهورية أذربيجان كدولة ذات سيادة.على الرغم من اعتماد القانون الدستوري بشأن استقلال أذربيجان في 18 أكتوبر 1991 ، فإن أذربيجان تحصل على استقلالها الحقيقي بعد عودة الزعيم الوطني حيدر علييف.جلب حيدر علييف ، الذي جاء إلى السلطة في يونيو / حزيران 1993 بمطلب متشدد من الشعب ، حكمة سياسية إلى أذربيجان.التجربة السياسية المثالية للزعيم الوطني ، حبه الذي لا ينضب للوطن الأم جعل استقلال أذربيجان دولة آمنة.أزال الفوضى والفوضى في البلاد ، التوتر النفسي السياسي والاقتصادي والمعنوي في المجتمع.حافظت جمهورية أذربيجان المستقلة على خط جديد للتنمية على أساس ثابت.مع الإعراب عن امتنانه العميق لحقيقة أن الاستقلال لا يقدر بثمن ولعب دورًا حيويًا في تاريخ الشعب ، جعل حيدر علييف استقلال أذربيجان دائمًا ولا رجعة فيه.

## بعد الاستقلال
الاستقلال الحقيقي هو أن تصبح مالك كامل لثروتها.في 20 سبتمبر 1994 ، تم توقيع «عقد القرن» من قبل المقاول النفطي الكبير حيدر علييف.وهكذا ، ولأول مرة ، تصرفت أذربيجان كمالك لثروتها.ساهمت مشاركة الشركات الرائدة في الشركات الرائدة في العالم في أهمية ومكانة بلدنا في المنطقة.انضمت أذربيجان إلى المشاريع الإقليمية الكبرى ، أوروبا ونظام أمن الطاقة في العالم.إن الجهود التي بُذلت لتعزيز استقلال الدولة منذ عام 1993 والخطوات الهادفة التي تم اتخاذها أصبحت أكثر الأسس التي يمكن الاعتماد عليها لإنجازات أذربيجان الحالية.لقد تم تحديد حقيقة استقلال دولة حيدر علييف حسب مكان الدول في العالم الجديد والعالمي.لقد أثبتت أذربيجان للعالم أن العالم شيء جيد لأذربيجان.